# Campylospermum katangense
Campylospermum katangense är en tvåhjärtbladig växtart som beskrevs av Farron. Campylospermum katangense ingår i släktet Campylospermum och familjen Ochnaceae. Inga underarter finns listade i Catalogue of Life.